# Yousra Lajdoud
Yousra Lajdoud (arabisch يسرا لجدود; * 15. Oktober 1997) ist eine marokkanische Leichtathletin, die sich auf den Weitsprung spezialisiert hat. Sie ist momentane Inhaberin des Landesrekordes in dieser Disziplin und gewann 2022 die Silbermedaille bei den Afrikameisterschaften.

## Sportliche Laufbahn
Erste internationale Erfahrungen sammelte Yousra Lajdoud 2019 bei den Arabischen Meisterschaften in Kairo, bei denen sie mit 5,97 m die Silbermedaille hinter der Ägypterin Esraa Owis gewann. Im August nahm sie erstmals an den Afrikaspielen in Rabat teil und belegte dort mit 5,94 m den neunten Platz. 2021 gewann sie bei den Arabischen Meisterschaften in Radès mit 6,29 m erneut die Silbermedaille hinter Owis und siegte in 46,95 s mit der marokkanischen 4-mal-100-Meter-Staffel. Im Februar 2022 sprang sie in Rabat auf 6,54 m und verbesserte damit den bisherigen Rekord von Jamaa Chnaik aus dem Jahr 2010 um einen Zentimeter. Im Juni gewann sie dann bei den Afrikameisterschaften in Port Louis mit 6,37 m die Silbermedaille hinter der Burkinerin Marthe Koala und anschließend belegte sie bei den Mittelmeerspielen in Oran mit 6,06 m den elften Platz. Anschließend belegte sie bei den Islamic Solidarity Games in Konya mit 6,30 m den vierten Platz im Weitsprung und brachte im Dreisprung keinen gültigen Versuch zustande. Zudem kam sie mit der 4-mal-100-Meter-Staffel nicht ins Ziel. Im Jahr darauf gewann sie bei den Arabischen Meisterschaften in Marrakesch mit 6,47 m die Silbermedaille hinter der Ägypterin Esraa Owis und kurz darauf musste sie sich bei den Panarabischen Spielen in Algier mit 6,44 m ebenfalls nur Owis geschlagen geben. Zudem gewann sie dort in 46,26 s die Silbermedaille mit der Staffel hinter dem bahrainischen Team. Im August gewann sie bei den Spielen der Frankophonie in Kinshasa mit 6,55 m die Silbermedaille im Weitsprung hinter der Burkinerin Marthe Koala. 2024 belegte sie bei den Afrikaspielen in Accra mit 6,53 m den sechsten Platz, ehe sie bei den Afrikameisterschaften in Douala mit 5,98 m auf den achten Platz gelangte.
In den Jahren von 2021 bis 2024 wurde Lajdoud marokkanische Meisterin im Weitsprung.

## Persönliche Bestleistungen
- 100 Meter: 11,84 s (−0,8 m/s), 2. Februar 2022 in Rabat
- Weitsprung: 6,55 m (+0,9 m/s), 2. August 2023 in Kinshasa (marokkanischer Rekord)